# Sam Shalabi

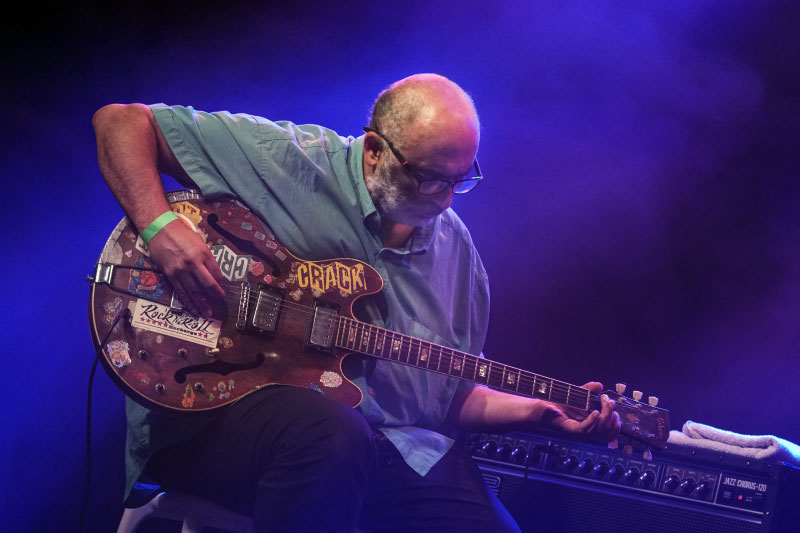
Sam Shalabi (U-JAZZ Festival Aarhus, 2017)

Sam Shalabi (* 1964 in Tripoli) ist ein kanadischer Gitarrist und Oudspieler ägyptischer Abstammung. Seine Musik, in der die Improvisation eine wichtige Rolle einnimmt, hat Einflüsse von Free Jazz, Psychedelic Rock und traditioneller arabischer Musik.

## Musik
Der Sohn von Ägyptern, die zum Zeitpunkt seiner Geburt in Libyen lebten, siedelte im Alter von fünf Jahren mit seiner Familie nach Kanada über. Er machte sich erstmals Ende der neunziger Jahre einen Namen in der Musikszene von Montreal, wo er mit Musikern aus dem Umfeld von Alien8 Recordings und Constellation Records spielte. Neben seinen Soloalben veröffentlichte er mit zahlreichen anderen Projekten in wechselnden und häufig großen Besetzungen, von denen das bekannteste seine Band Shalabi Effect ist. Darüber hinaus spielte er als Gastmusiker bei einigen weiteren Künstlern, darunter A Silver Mt. Zion. Seine Musik ist größtenteils instrumental; Gesangsstimmen treten in der Regel nur als Teil eines größeren Ensembles auf. Während er am Anfang seiner Karriere überwiegend als Gitarrist auftrat, beschäftigte sich Shalabi zunehmend auch mit der Musik des Nahen Ostens und stieg teilweise um auf den Oud und andere traditionelle Instrumente. Auch Geräusche, elektronische Klänge und Sampling spielen in seiner Musik eine Rolle. Typisch sind lange Stücke, die sich langsam entwickeln. Shalabis 2004 erschienenes Album Osama beschäftigt sich mit westlicher und arabischer Musik in der Zeit nach den Terroranschlägen am 11. September 2001; das 2008 erschienene Eid nahm er mit arabischen Musikern in Kairo auf. Das Album On Hashish ist Walter Benjamin gewidmet. 2008 gründete Shalabi in Montreal das Orchester Land of Kush. Das ein Jahr später veröffentlichte Album Against the Day benannte er nach Thomas Pynchons Roman Gegen den Tag; die fünf Stücke des Albums tragen die Titel der fünf Kapitel des Romans.

## Diskografie

### Soloalben
- Luteness (2000)
- On Hashish (2001)
- Osama (2004)
- Overpass! A Melodrama (2007)
- Eid (2008)
- Music for Arabs (2014)

### Sonstige
- He Has Left Us Alone, but Shafts of Light Sometimes Grace the Corner of Our Rooms… (2000, mit A Silver Mt. Zion)
- Shalabi Effect (2000, mit Shalabi Effect)
- Kristian, Shalabi, St-Onge (2001, mit David Kristian und Alexandre St-Onge)
- The Trial of St-Orange (2002, mit Shalabi Effect)
- Provocative Operations (2003, mit Po)
- ’Gypt Gore (2003, mit ’Gypt Gore)
- Balai Mécanique (2003, mit Balai Mécanique)
- Pink Abyss (2004, mit Shalabi Effect)
- Unfortunately (2005, mit Shalabi Effect)
- Against the Day (2009, mit Land of Kush)
- Feign to Delight Gaiety of Gods (2012, mit Shalabi Effect)

## Belege
1. ↑  Sam Shalabi - MusicBrainz. Abgerufen am 16. August 2021.
2. ↑  Dimitri Nasrallah: Sam Shalabi (Memento vom 16. Mai 2008 im Internet Archive), gesehen am 4. Februar 2010
3. ↑  Interview mit Sam Shalabi auf hour.ca (Memento vom 4. Mai 2008 im Internet Archive) (archivierte Version), gesehen am 17. August 2017
4. ↑  alien8 recordings zu On Hashish, gesehen am 4. Februar 2010

| Personendaten    | Personendaten                    |
| ---------------- | -------------------------------- |
| NAME             | Shalabi, Sam                     |
| KURZBESCHREIBUNG | kanadischer Gitarrist und Oudist |
| GEBURTSDATUM     | 1964                             |
| GEBURTSORT       | Tripoli                          |